# Liasis mackloti
Il  pitone acquatico di Timor (Liasis mackloti), detto anche pitone di Macklot, è un serpente appartenente alla famiglia dei pitonidi. Esso proviene da poche isole dell'arcipelago malese e sulla sua biologia si sa molto poco.
Il nome scientifico deriva dal cognome del naturalista tedesco Heinrich Christian Macklot.

## Caratteristiche
Gli esemplari di questa specie di pitoni è di media grandezza e relativamente sottile. Essi raggiungono la loro lunghezza massima (da 3 a 4 m), compresa la coda che vale circa il 15% dell'intera lunghezza. La testa è stretta, il muso angoloso. Il rostrale è appena visibile da sopra.  Le squame nasali sono fra loro separate da quelle internasali ad angolo retto. Accanto a quelle frontali (Präfrontalia) se ne trova una coppia di piccole posteriore. Quella frontale stessa è grossa ed ovale fino all'angolo. I supraoculari sono grossi ed indivisi. Nella maggior parte dei casi sono presenti due coppie di parietalia, che sono divise da alcune piccole squame.
Nel profilo si trovano, soprattutto tra la squame nasali e le grosse, singole preoculari, raramente due angolose loreali. Ci sono due squame postoculari. Il numero delle grosse squame supralabiali va da 10 a 12 e le prime due mostrano piatte fosse labiali. Due supralabiali toccano gli occhi. La mascella inferiore mostra da 14 a 19 squame infralabiali. 
Il numero delle squame ventrali varia da 270 a 304, quelle sottocaudali da 86 a 96 ed il numero delle serie di squame dorsali al centro del corpo da 49 a 65.
Il suo colore è generalmente uniforme e va dal brunastro al medio-bruno. S questi colori di base si notano una o più macchie irregolari biancastre o rossastre.

## Distribuzione e habitat
Il pitone acquatico di Timor è molto poco diffuso e vive solo sulle Piccole Isole della Sonda come Timor, Semau,  Roti, Sawu, Wetar e Pulau Alor, tutte zone dotate di un clima tropicale caldo e molto umido.

## Sottospecie
Ad oggi sono note tre sottospecie, che si differenziano nel colore ed in certi aspetti del comportamento:
- Liasis mackloti mackloti; la denominazione proviene da Timor, Semau e Roti. Le femmine sono in genere più grosse die maschi
- L. m. dunni; la sottospecie vive solo a Wetar. Le femmine sono in genere più piccole dei maschi. Solo per questa sottospecie sono stati osservati fino ad ora combattimenti fra maschi e femmine
- L. m. savuensis; proviene da Sawu ed anche per questa specie le femmine sono in genere più grosse dei maschi

## Abitudini di vita e riproduzione
Si sa molto poco sulle abitudini di vita di questa specie, probabilmente i suoi esemplari si nutrono di mammiferi e di uccelli ed occasionalmente anche di rettili. Per quanto riguarda la riproduzione si hanno solopochi dati relativi ad esemplari in cattività. Le cove sono di 1 – 14 uova, che con incubazione artificiale schiudono dopo 60 giorni. In deroga a questo per la sottospecie L. m. savuensis le cove sono di 4-6 uova che schiudono dopo 60-70 giorni. I serpenti neonati di questa sottospecie erano lunghi circa 320 mm.